# 卡特里娜·韦里
卡特里娜·韦里（英語：Katrina Werry，1993年10月10日—），澳大利亚女子赛艇运动员。她曾代表澳大利亚参加世界赛艇锦标赛，获得二枚金牌和一枚银牌。她也曾参加2020年夏季奥林匹克运动会。